# 8족 원소
8족 원소는 주기율표의 족(열)이다. 이 족은 철 (Fe), 루테늄 (Ru), 오스뮴 (Os), 하슘 (Hs)으로 구성된다. "8족"은 IUPAC이 1990년에 채택한 이 족의 현대 표준 명칭이다. 이는 CAS 시스템의 "VIIIA족"과 혼동해서는 안 되는데, VIIIA족은 18족(현 IUPAC)인 비활성 기체이다. 오래된 족 명명 시스템에서는 이 족이 9족 및 10족과 결합되어 Chemical Abstracts Service (CAS) "미국 시스템"에서 "VIIIB족" 또는 오래된 IUPAC (1990년 이전) "유럽 시스템"(및 멘델레예프의 원본 표)에서 "VIII"로 불렸다. 이 족의 원소들은 모두 주기율표의 D-구역에 속하는 전이 금속이다.
주기율표의 족(열)은 일반적으로 가장 가벼운 원소의 이름을 따서 명명되지만(예: 16족은 "산소 족"), 철족은 역사적으로 다르게 사용되었다. 대부분의 경우, 이는 철을 포함하는 표의 4주기 (행)에 있는 인접한 원소들, 예를 들어 크로뮴, 망가니즈, 철, 코발트, 니켈 또는 마지막 세 개 또는 문맥에 따라 다른 세트를 의미한다.
다른 족과 마찬가지로, 이 족의 구성원들은 전자 배열, 특히 최외각 껍질에서 패턴을 보여 화학적 행동의 경향을 나타낸다.

## 기본 속성
| Z   | 원소   | 껍질당 전자 수          | 녹는점         | 끓는점         | 발견 연도      | 발견자                         |
| --- | ------ | ----------------------- | -------------- | -------------- | -------------- | ------------------------------ |
| 26  | 철     | 2, 8, 14, 2             | 1811 K 1538 °C | 3134 K 2862 °C | <기원전 3000년 | 알려지지 않음                  |
| 44  | 루테늄 | 2, 8, 18, 15, 1         | 2607 K 2334 °C | 4423 K 4150 °C | 1844           | K. E. 클라우스                 |
| 76  | 오스뮴 | 2, 8, 18, 32, 14, 2     | 3306 K 3033 °C | 5285 K 5012 °C | 1803           | S. 테넌트 및 W. H. 울러스턴    |
| 108 | 하슘   | 2, 8, 18, 32, 32, 14, 2 | —              | —              | 1984           | P. 암브루스터 및 G. 뮌첸베르크 |

다음 내용은 각각 철, 루테늄, 오스뮴, 하슘 페이지에서 복사된 것이다.
원래의 매끄러운 순수 철 표면은 거울 같은 은회색이다. 철은 산소 및 물과 쉽게 반응하여 일반적으로 녹으로 알려진 갈색에서 검은색의 수산화철을 생성한다. 일부 다른 금속의 산화물과 달리 부동태층을 형성하는 산화물과 달리, 녹은 금속보다 더 많은 부피를 차지하여 벗겨져 더 많은 신선한 표면이 부식에 노출된다. 고순도 철(예: 전해철)은 부식에 더 강하다.
루테늄은 백금 및 팔라듐 합금을 경화시키기 때문에 전기 접점에 사용되며, 얇은 막으로도 원하는 내구성을 얻을 수 있다. 로듐과 유사한 특성을 가지고 있고 비용이 저렴하므로 전기 접점은 루테늄의 주요 용도이다. 루테늄 판은 전기 접점 및 전극 기판 금속에 전기 도금 또는 스퍼터링으로 적용된다.
오스뮴은 단단하지만 부서지기 쉬운 금속으로 고온에서도 광택을 유지한다. 압축률이 매우 낮다. 이에 상응하여 벌크 탄성 계수가 매우 높으며, 395에서 462 GPa 사이로 보고되어 다이아몬드(443 GPa)와 견줄 만하다. 오스뮴의 경도는 4 GPa로 중간 정도의 높이다. 경도, 취성, 낮은 증기압(백금족 금속 중 가장 낮음), 매우 높은 녹는점(탄소, 텅스텐, 레늄 다음으로 모든 원소 중 네 번째로 높음) 때문에 고체 오스뮴은 기계 가공, 성형 또는 작업이 어렵다.
하슘이나 그 화합물의 특성은 거의 측정되지 않았다. 이는 생산량이 극히 제한적이고 비싸며 하슘(및 그 모체 원소)이 매우 빠르게 붕괴되기 때문이다. 하슘 사산화물의 흡착 엔탈피와 같은 몇 가지 단일 화학 관련 특성이 측정되었지만, 하슘 금속의 특성은 알려지지 않았으며 예측만 가능하다. 그러나 방사능에도 불구하고 화학자들은 다양한 방법으로 하슘 사산화물과 소듐 하세이트(VII)를 형성했다.

## 발생 및 생산
질량 측면에서 철은 지구 지각 내에서 네 번째로 흔한 원소이다. 적철석, 자철석, 타코나이트와 같은 많은 광물에서 발견된다. 철은 이 광물들을 코크스 및 탄산 칼슘과 함께 용광로에서 가열하여 상업적으로 생산된다.
루테늄은 지구 지각에서 매우 희귀한 금속이다. 종종 펜틀랜다이트 및 휘석암과 같은 광물에서 발견된다. 니켈 정제 과정에서 폐기물로 상업적으로 얻을 수 있다.
오스뮴은 오스미리듐에서 발견된다. 또한 니켈 정제 과정에서 폐기물로 얻을 수도 있다.
하슘은 극히 방사성이 강하여 지구 지각에서 자연적으로 발견되지 않는다. 납-208 원자를 철-58 원자로 충격하여 생산된다.

## 생물학적 역할
철은 건강에 필수적인 인체에 사용되는 미네랄이다. 이는 신체 주위로 산소를 운반하는 역할을 하는 헤모글로빈과 마이오글로빈 단백질의 구성 요소이다. 철은 일부 호르몬의 일부이기도 하다. 체내 철분 부족은 철 결핍 빈혈을 유발할 수 있으며, 과도한 철분은 독성이 있을 수 있다.
일부 루테늄 함유 분자는 암과 싸우는 데 사용될 수 있다. 그러나 일반적으로 루테늄은 인체에서 역할을 하지 않는다.
오스뮴과 하슘 모두 알려진 생물학적 역할이 없다.